# Optimates (thème)
Pour l’article homonyme, voir Optimates.

Les thèmes byzantins vers 780.

Les Optimates (en grec Ὀπτιμάτοι, Optimatoi, du latin Optimates, les « meilleurs ») sont initialement un corps militaire d'élite de l'Empire byzantin. Au milieu du VIIIe siècle, ils deviennent toutefois un corps d'intendance et se voient assigner un thème au nord-ouest de l'Asie Mineure, qui prend leur nom. Le thème des Optimates (θέμα Ὀπτιμάτων, thema Optimatōn) subsiste jusqu'à sa conquête par les Ottomans dans les premières décennies du XIVe siècle.

## Histoire
Les Optimates sont établis à la fin du VIe siècle (ca. 575) par l'empereur Tibère II Constantin. Selon le Strategikon de l'empereur Maurice, les Optimates sont un régiment d'élite constitué de Fœderati, très probablement d'origine gothe, formant un corps de cavalerie de 1 000 à 5 000 hommes intégré à l'armée centrale de réserve ; leur commandant porte le titre unique à l'époque de taxiarchēs,. La présence de descendants de ces hommes, appelés Gothograeci (Γοτθογραῖκοι) par le chroniqueur Théophane le Confesseur, est encore attestée en Bithynie septentrionale au début du VIIIe siècle. À cette époque, le corps compte 2 000 hommes, un chiffre qui correspond probablement à sa taille originelle.
Au milieu du VIIIe siècle, sous le règne de Constantin V et au titre des mesures prises par cet empereur dans le but de réduire les forces des généraux thématiques à la suite de la révolte d'Artabasde, le comte de l'Opsikion, le corps est dégradé. Séparée du thème de l'Opsikion, sa région de garnison, comprenant la péninsule faisant face à Constantinople, les deux rives du golfe de Nicomédie et les terres s'étendant jusqu'aux rives du Sangarios, devient un thème distinct, avec Nicomédie pour capitale,. La première mention des Optimates en tant que thème séparé date de 774/775, mais il est clair que sa création remonte aux années ayant suivi la répression de la révolte d'Artabasde. À la même période, l'Opsikion est également amoindri par la création du thème des Bucellaires.
À la différence des autres themata, les Optimates ne fournissent pas de troupes armées mais forment un corps de 4 000 muletiers et de leurs animaux, fournissant le train (touldon) des tagmata impériales à Constantinople. Ce rôle unique les classe à part des autres thèmes : étant donné l'absence de fonction guerrière, les Optimates ne sont pas divisés en niveaux de commandement intermédiaires (tourmai ou droungoi), un fait mis en évidence par Constantin VII Porphyrogénète en tant que marque de statut inférieur,. Par conséquent, leur commandant, un domestikos, occupe le rang le plus bas des stratēgoi provinciaux parmi la hiérarchie impériale. Tout comme pour les autres commandants de thème, celui-ci est assisté dans l'exercice de ses fonctions de gouverneur de la province d'un adjoint (topotērētēs), d'un responsable des finances (chartoularios) et d'un secrétariat dirigé par un prōtokankellarios.
Les districts ruraux du thème sont pillés par les Seldjoukides après la bataille de Manzikert, mais Nicomédie résiste et la région est à nouveau sécurisée sous Alexis Ier Comnène avec l'aide des croisés,. Elle est ensuite occupée par les Latins après la quatrième croisade de 1204, mais le thème est rétabli par Jean III Doukas Vatatzès après sa reprise en 1240, et subsiste jusqu'à sa conquête progressive par les Ottomans dans la première moitié du XIVe siècle.